# Igreja de Santo André (Londres)

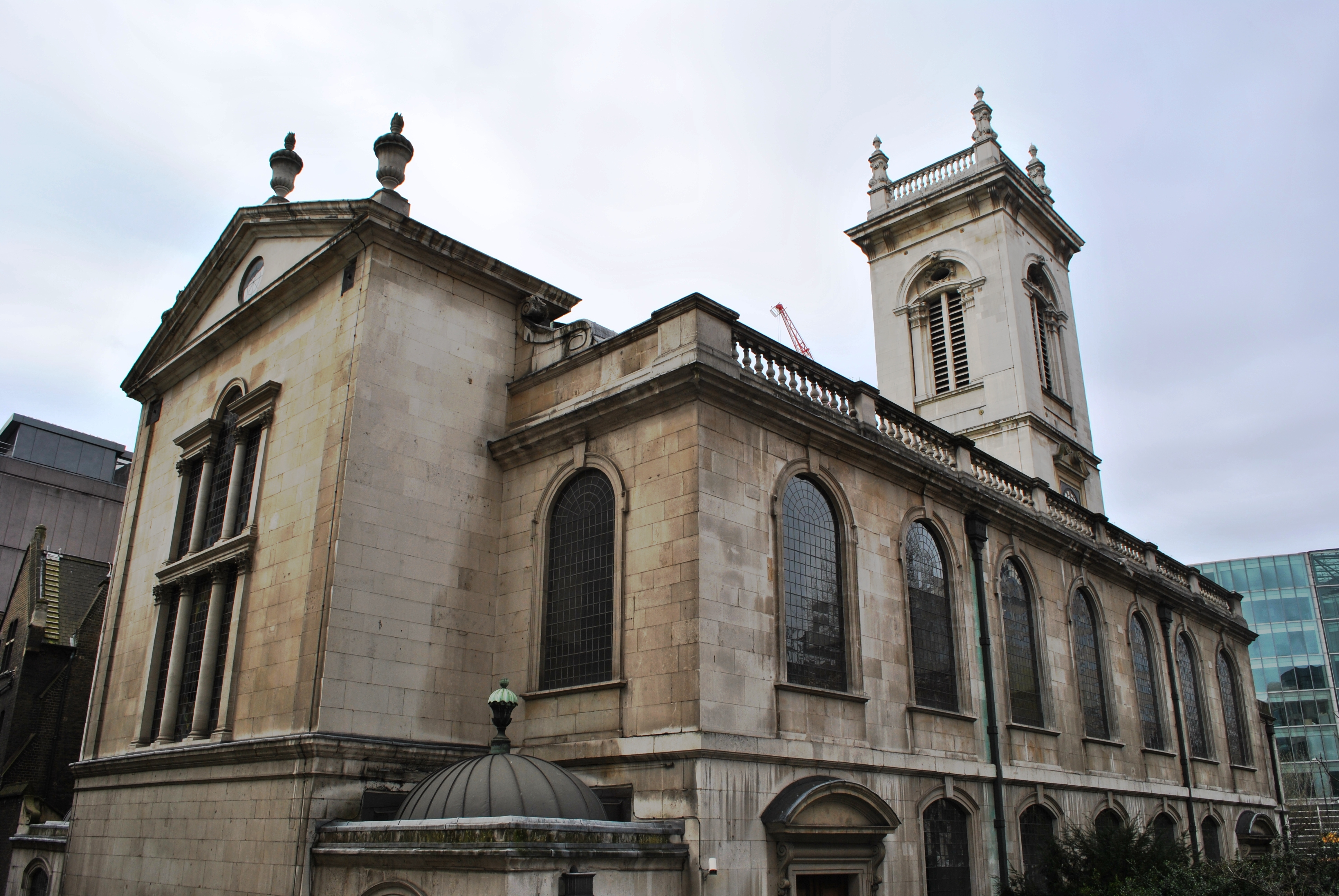
Igreja de Santo André (Londres)

A Igreja de Santo André é uma igreja localizada no distrito de Holborn, em Londres, Inglaterra.

## História
Cerâmica romana foi achada no local durante escavações de 2001/02 na cripta. contudo, o primeiro registro escrito da própria igreja é datado de 951 em uma carta da Abadia de Westminster, referindo-se a ela como a "velha igreja de madeira", no topo da colina acima do rio Fleet. A Igreja medieval sobreviveu ao Grande Incêndio de Londres em 1666, graças a mudança de última hora na direção do vento, mas já estava em mau estado de conservação e foi reconstruído por Christopher Wren de qualquer maneira.